# (11861) Teruhime
(11861) Teruhime est un astéroïde de la ceinture principale.

## Description
(11861) Teruhime est un astéroïde de la ceinture principale. Il fut découvert le 10 novembre 1988 à Chiyoda par Takuo Kojima. Il présente une orbite caractérisée par un demi-grand axe de 3,16 UA, une excentricité de 0,11 et une inclinaison de 12,4° par rapport à l'écliptique.

## Compléments